# Estructura dissipativa

## Definició
Les estructures dissipatives constituïxen l'aparició d'estructures coherents, autoorganitzades en sistemes allunyats de l'equilibri. S'associen amb Ilya Prigogine, que va rebre el Premi Nobel de Química pel seu estudi. El terme estructura dissipativa busca representar l'associació de les idees d'orde i desperdiciàs –o dissipació. El nou fet fonamental és que la dissipació d'energia i de matèria, que sol associar-se a la noció de pèrdua i evolució cap al desordre, es converteix, lluny de l'equilibri, en font d'orde.

## Inestabilitat de Bénard
L'exemple clàssic utilitzat per Prigogine per a les estructures dissipatives és la inestabilitat de Bénard. Es tracta d'una capa horitzontal de líquid que té una diferència de temperatura entre la superfície superior i inferior producte que esta última és calfada. Existix per tant un gradient de temperatura, en estar la base més calenta que la superfície, que produïx la conducció de calor de baix cap amunt. La inestabilitat es produïx quan el gradient sobrepassa un cert límit. En este cas el transport de calor per conducció —–col·lisió entre partícules— es veu augmentat per un transport per convecció, en el que les molècules participen d'un moviment col·lectiu. Es formen "vòrtexs" que distribuïxen la capa líquida en "cel·les" d'aigua. Si s'analitza la probabilitat que un fenomen com la inestabilitat de Bénard es produïsca espontàniament, s'arriba a la conclusió que el dit fenomen és pràcticament impossible.

## Lluny de l'equilibri
Lluny de l'equilibri, la matèria es comporta de forma diferent de les regions pròximes a l'equilibri. Les nocions de no linealitat, fluctuació, bifurcació i autoorganització són fonamentals: és el domini de les estructures dissipatives, les que es troben en l'origen dels estudis de sistemes complexos.